# محوطه بن درکی ۲
محوطه بن درکی ۲ مربوط به سده‌های میانه دوران‌های تاریخی پس از اسلام است و در شهرستان پل‌دختر، بخش مرکزی، دهستان جایدر، ۲/۵ کیلومتری غرب روستای چم گردله واقع شده و این اثر در تاریخ ۲۸ اسفند ۱۳۸۵ با شمارهٔ ثبت ۱۸۴۵۷ به‌عنوان یکی از آثار ملی ایران به ثبت رسیده است.